# Ассоциация международного коллективного управления аудиовизуальными произведениями
Ассоциация международного коллективного управления аудиовизуальными произведениями (AGICOA; French: Association de Gestion Internationale Collective des Oeuvres Audiovisuelles) — международная некоммерческая организация, занимающаяся сбором и распределением авторских вознаграждений за ретрансляцию аудиовизуальных произведений, созданных независимыми производителями.

## История
Ассоциация международного коллективного управления аудиовизуальными произведениями занимается коллективным управлением правами авторов аудиовизуальных произведений, производителей/дистрибьюторов и/или их правопреемников (правообладателей) в области кабельного ТВ и подобные ретрансляции средствами более 10000 человек по всему миру. AGICOA собирает средства с пользователей и распределяет их среди правообладателей.
AGICOA является альянсом около 45 организаций. Координационный центр со штаб-квартирой организации находится в Женеве.
Преимуществом ассоциации является то, что каждый член AGICOA досконально знают свои собственные рынки вещания. При этом объединение интересов международных правообладателей придает значительный вес коллективным договорам лицензирования во время проведения переговоров с национальными и местными операторами вещания. Ассоциация гарантирует равное отношение ко всем правообладателям, независимо от размера компании и страны.
AGICOA, вместе с СИЗАК и ФИАПФ, является партнером-учредителем ISAN_IA — международного агентства, которое работая с Международной организаций по стандартизации ИСО присваивает аудиовизуальным произведениям международный стандартный аудиовизуальный номер. Присваиваемый ISAN номер является уникальным идентификатором для аудиовизуальных произведений и связанных с ними версий, аналогичным ISBN для книг.
За последние 10 лет AGICOA распределила около 500 миллионов евро выплат в виде авторских вознаграждений. В настоящее время она собирает авторские отчисления в 38 странах Европы и мира. Число зарегистрированных в организации правообладателей составляет около 10 тысяч человек. Количество аудиовизуальных работ, выплаты по которым ассоциация отслеживает, превысило один миллион.

## Состав альянса
- AGICOA;
- Agicoa Europe Brussels, Бельгия;
- AGICOA, Германия;
- AGICOA, Норвегия;
- АЛГОА, Люксембург;
- EGEDA, Испания;
- FILMAUTOR, Болгария;
- БСМ, Швеция;
- GEDIPE, Португалия;
- SAPA, Словакия;
- SEKAM, Нидерланды;
- TUOTOS/AGICOA, Финляндия;
- UPFAR/ARGOA, Румыния.
- Асоціація продюсерів України, Украина.